# Erymanthos (flod)
Erymanthos (græsk: Ερύμανθος, latin: Erymanthus) er en flod i den vestlige del af Peloponnes i Grækenland. Dens udspring er på den sydlige skråning af bjerget Erymanthos, nær landsbyen Agrampela i den regionale enhed Achaea. Den løber mod syd gennem et klippelandskab og modtager flere små bifloder. Floden løber ind i et område rigt på fyrretræer og passerer flere små bjerglandsbyer, herunder Tripotama. Nedenfor Tripotama danner den grænsen mellem Elis og Arcadia og dermed mellem Vestgrækenland og Peloponnes. Den løber øst om Foloi egeskoven og munder ud i Alfeios 5 km vest for sammenløbet med Ladon, nær landsbyen Tripotamia.

## Steder langs floden
- Plaka
- Tripotama
- Paralongoi
- Achladini
- Tripotamien